# Infurcitinea rumelicella
Infurcitinea rumelicella är en fjärilsart som beskrevs av Hans Rebel 1903. Infurcitinea rumelicella ingår i släktet Infurcitinea och familjen äkta malar.
Artens utbredningsområde är Bulgarien. Inga underarter finns listade i Catalogue of Life.